# Cainitas
Los cainitas eran una rama de los ofitas, situada también en el siglo II, y tributaba veneración a Caín por ser un reprobado del Dios de los judíos. A todas las personas a quienes consideraban que Dios había condenado les dedicaban un piadoso culto. Esta secta nunca contó con gran número de partidarios dentro de los seguidores de sectas gnósticas.

## Evangelio de los cainitas
Se cree que el famoso Evangelio de Judas es realmente el evangelio de la secta gnóstica de los cainitas. Son mencionados por San Ireneo de Lyon, hacia el año 180, y en el siguiente siglo por Epifanio de Salamina y por un anónimo atribuido a Tertuliano. Los cainitas se llaman así porque veneran a Caín como un ser de origen celestial, en tanto que desprecian a su hermano Abel por su debilidad. También manifiestan su admiración por Esaú,  Coré o Korah (que dirigió una sedición para derrocar a Moisés como narra el libro Números, capítulo 16), los habitantes de Sodoma y, también por Abraxas, en general, por todos aquellos que en el Antiguo Testamento aparecen enfrentados al Dios creador, el que para ellos no es el verdadero Dios, sino un personaje angélico de jerarquía inferior. 
Con estos antecedentes no es de extrañar que pusieran su evangelio bajo el nombre de Judas. Sobre Jesucristo parecen haber tenido distintas interpretaciones, ya que algunos de ellos creen que Judas entregó a Jesús porque éste quería destruir la Verdad. Otros, en cambio, agradecen a Judas porque con su acción frustró la acción de las potencias espirituales que querían impedir la Pasión de Jesús y la salvación del género humano.